# کینگ آف دی کیج
کینگ آف دی کیج (انگلیسی: King of the Cage) شرکت تبلیغات ورزشی آمریکایی و از سازمان‌های هنرهای رزمی ترکیبی است، که در سال ۱۹۹۸ توسط تری تربیلکاک تأسیس شد.